# Triticosecale schlanstedtense
Triticosecale schlanstedtense är en gräsart som beskrevs av Max Carl Ludwig Wittmack. Triticosecale schlanstedtense ingår i släktet Triticosecale och familjen gräs. Inga underarter finns listade i Catalogue of Life.